# Монтего-Бей
Монтего-Бей (англ. Montego Bay) — місто на Ямайці, у графстві Корнвол, адміністративний центр округи (парафії) Сент-Джеймс. Монтего-Бей — найважливіший центр туристичної індустрії Ямайки, на узбережжі збудовано багато сучасних готелів.

## Географія
Розміщений на узбережжі Карибського моря, при впадінні до нього річки Монтего.

### Клімат
Місто розташовується у зоні, котра характеризується кліматом тропічних саван. Найтепліший місяць — липень із середньою температурою 28.3 °C (83 °F). Найхолодніший місяць — січень, із середньою температурою 25 °С (77 °F).
| Клімат Монтего-Бей      | Клімат Монтего-Бей | Клімат Монтего-Бей | Клімат Монтего-Бей | Клімат Монтего-Бей | Клімат Монтего-Бей | Клімат Монтего-Бей | Клімат Монтего-Бей | Клімат Монтего-Бей | Клімат Монтего-Бей | Клімат Монтего-Бей | Клімат Монтего-Бей | Клімат Монтего-Бей | Клімат Монтего-Бей |
| Показник                | Січ.               | Лют.               | Бер.               | Квіт.              | Трав.              | Черв.              | Лип.               | Серп.              | Вер.               | Жовт.              | Лист.              | Груд.              | Рік                |
| Абсолютний максимум, °C | 32                 | 32                 | 32                 | 37                 | 38                 | 37                 | 35                 | 36                 | 32                 | 35                 | 32                 | 32                 | 38                 |
| Середній максимум, °C   | 27                 | 27                 | 28                 | 29                 | 30                 | 31                 | 31                 | 31                 | 31                 | 30                 | 29                 | 28                 | 30                 |
| Середня температура, °C | 25                 | 25                 | 25                 | 26                 | 27                 | 27                 | 28                 | 28                 | 27                 | 27                 | 26                 | 26                 | 26                 |
| Середній мінімум, °C    | 22                 | 22                 | 22                 | 23                 | 23                 | 24                 | 25                 | 25                 | 24                 | 24                 | 23                 | 22                 | 23                 |
| Абсолютний мінімум, °C  | 17                 | 17                 | 17                 | 17                 | 21                 | 21                 | 20                 | 21                 | 20                 | 20                 | 18                 | 17                 | 17                 |
| Норма опадів, мм        | 60                 | 40                 | 50                 | 60                 | 140                | 130                | 70                 | 130                | 150                | 180                | 130                | 90                 | 1280               |
| Днів з опадами          | 12                 | 8                  | 9                  | 9                  | 13                 | 11                 | 10                 | 12                 | 14                 | 15                 | 14                 | 12                 | 139                |
| Вологість повітря, %    | 80                 | 80                 | 80                 | 80                 | 80                 | 80                 | 80                 | 80                 | 80                 | 85                 | 85                 | 80                 | 80.8               |
| ----------------------- | ------------------ | ------------------ | ------------------ | ------------------ | ------------------ | ------------------ | ------------------ | ------------------ | ------------------ | ------------------ | ------------------ | ------------------ | ------------------ |
| Джерело: Weatherbase    |                    |                    |                    |                    |                    |                    |                    |                    |                    |                    |                    |                    |                    |

## Транспорт
На північ від міста лежить міжнародний аеропорт імені Сангстера.

## Відомі люди
- Баг Кеннет — ямайський політик, колишній віце-прем'єр-міністр і міністр закордонних справ Ямайки.
- Вірго Клемент — канадський кінорежисер і продюсер.
- Волтерс Ніколас — ямайський професійний боксер другої напівлегкої ваги, чемпіон світу за версією WBA.
- Іен Гудісон — ямайський футболіст, рекордсмен за кількістю матчів, зіграних за національну збірну.
- Каннінгем Беріл — ямайська акторка, модель і співачка.
- Каннінгем Джефф — американський футболіст, дворазовий володар золотої бутси MLS.
- Тернер Рубі — ямайська акторка, співачка і авторка пісень.

## Спорт
- Вайолет Кікерс — футбольний клуб міста.